# 京都大学大学院法学研究科・法学部

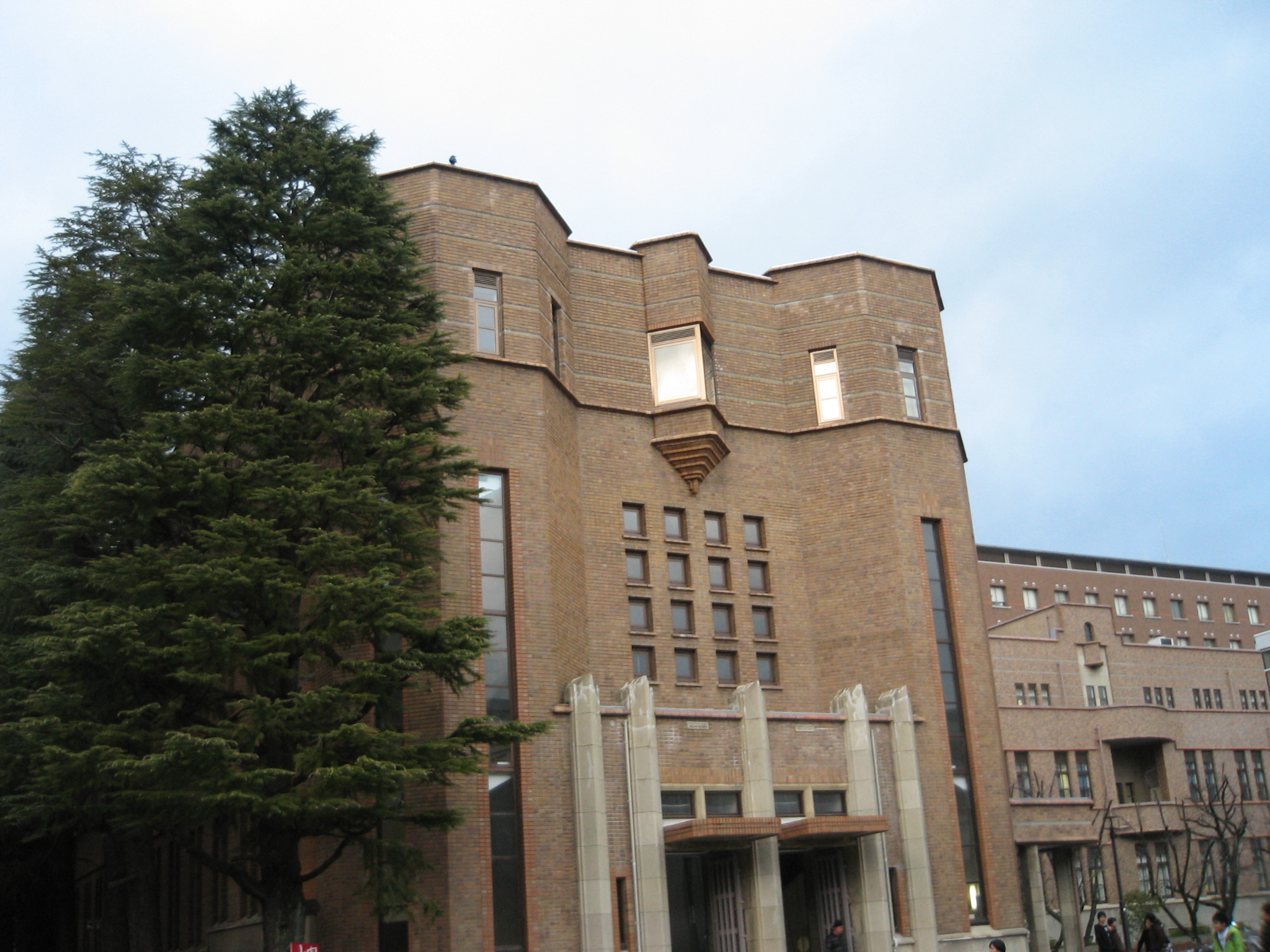
法経済学部本館

京都大学大学院法学研究科（きょうとだいがくだいがくいんほうがくけんきゅうか、英: Kyoto University Graduate School of Law）は、京都大学大学院に設置される研究科の一つである。また、京都大学法学部（きょうとだいがくほうがくぶ、英: Kyoto University Faculty of Law）は、京都大学に設置される学部の一つである。

## 概要
京都帝国大学開設の2年後の1899年に医科大学とともに法科大学が設置された。「自由の学風」で知られている。特徴として、法律学科・政治学科のような学科組織を持っていない。

## 沿革
- 1899年 - 京都帝国大学法科大学が開設される[1]。
- 1919年 - 分科大学制から学部制への変更に伴い、法科大学が法学部に改組される[1]。
- 1949年 - 新制京都大学法学部となる[1]。
- 1953年 - 大学院法学研究科を設置[1]。
- 2004年 - 法科大学院（専門職大学院）を設置[1]。

## 教育と研究

### 組織

#### 法学部
学科組織はなく、以下4つの系統に分類される。
- 基礎法学系
- 公法学系
- 民刑事法系
- 政治学系

#### 法学研究科
法学研究科は1992年（平成4年）に大学院重点化がなされた。従来39あった学部の講座を21の大講座に再編して研究組織を柔軟化した。2004年（平成16年）に法科大学院を設置し、2006年（平成18年）に公共政策大学院を設置したことに伴い現在の2専攻に再編された。
- 法政理論専攻；法学・政治学系の研究者・教員・その他職業専門人を育成することを主たる目的とする。
- 法曹養成専攻（法科大学院）（専門職学位課程）

### 研究
21世紀COEプログラム
- 2003年

社会科学
- 「２１世紀型法秩序形成プログラム」（法学研究科公法専攻）

## 司法試験合格率
京都大学法科大学院は、司法試験合格率79.93%、全国の法科大学院中、第2位（平成17年〜平成29年）。
令和4年度司法試験では、合格率68.0%、全法科大学院中、第1位となった。

## 歴代法学研究科長・法学部長
歴代法学研究科長・法学部長は以下の通り。
| 代     | 氏名       | 在任時期                    | 出身大学              | 専門分野                       |
| ------ | ---------- | --------------------------- | --------------------- | ------------------------------ |
| 初 代  | 木下廣次   | 明治32年04月 - 明治34年01月 | 司法省法学校 パリ大学 | フランス法                     |
| 第02代 | 織田萬     | 明治34年02月 - 明治40年05月 | 司法省法学校          | 行政法                         |
| 第03代 | 井上密     | 明治40年05月 - 明治42年06月 | 帝国大学              | 憲法                           |
| 第04代 | 田島錦治   | 明治42年06月 - 明治44年07月 | 帝国大学              | 経済理論・財政学               |
| 第05代 | 仁保亀松   | 明治44年07月 - 大正03年05月 | 東京帝国大学          | 法理学・法史学・比較法学・民法 |
| 第06代 | 毛戸勝元   | 大正03年05月 - 大正04年07月 | 東京帝国大学          | 商法                           |
| 第07代 | 跡部定治郎 | 大正04年07月 - 大正05年07月 |                       | 国際私法                       |
| 第08代 | 中島玉吉   | 大正05年07月 - 大正06年07月 |                       | 民法                           |
| 第09代 | 神戸正雄   | 大正06年07月 - 大正07年08月 | 東京帝国大学          | 租税法・行政法                 |
| 第10代 | 雉本朗造   | 大正07年08月 - 大正08年06月 | 東京帝国大学          | 民事訴訟法                     |
| 第11代 | 末広重雄   | 大正08年06月 - 大正10年04月 | 東京帝国大学          | 国際法                         |
| 第12代 | 佐々木惣一 | 大正10年04月 - 大正12年04月 | 京都帝国大学          | 憲法・行政法                   |
| 第13代 | 竹田省     | 大正12年04月 - 大正14年04月 | 京都帝国大学          | 商法                           |
| 第14代 | 佐々木惣一 | 大正14年04月 - 昭和02年05月 | 京都帝国大学          | 憲法・行政法                   |
| 第15代 | 山田正三   | 昭和02年05月 - 昭和04年04月 | 京都帝国大学          | 民事訴訟法・民事執行法         |
| 第16代 | 烏賀陽然良 | 昭和04年05月 - 昭和06年04月 | 京都帝国大学          | 会社法                         |
| 第17代 | 宮本英雄   | 昭和06年05月 - 昭和08年07月 |                       | 英米法                         |
| 第18代 | 松井元興   | 昭和08年07月                | 東京帝国大学          | 分析化学                       |
| 第19代 | 中島玉吉   | 昭和08年07月 - 昭和10年01月 |                       | 民法                           |
| 第20代 | 山田正三   | 昭和10年01月 - 昭和12年05月 |                       | 民事訴訟法・民事執行法         |
| 第21代 | 宮本英脩   | 昭和12年06月 - 昭和14年05月 | 東京帝国大学          | 刑法                           |
| 第22代 | 石田文次郎 | 昭和14年06月 - 昭和16年05月 | 京都帝国大学          | 民法                           |
| 第23代 | 牧健二     | 昭和16年06月 - 昭和18年02月 | 京都帝国大学          | 日本法制史                     |
| 第24代 | 渡辺宗太郎 | 昭和18年02月 - 昭和20年02月 |                       | 行政法                         |
| 第25代 | 黒田覚     | 昭和20年02月 - 昭和21年02月 | 京都帝国大学          | 憲法                           |
| 第26代 | 瀧川幸辰   | 昭和21年02月 - 昭和35年05月 | 京都帝国大学          | 刑事法                         |
| 第27代 | 田岡良一   | 昭和25年05月 - 昭和25年09月 | 京都帝国大学          | 国際法                         |
| 第28代 | 田中周友   | 昭和25年10月 - 昭和27年09月 | 京都帝国大学          | ローマ法                       |
| 第29代 | 齋藤武生   | 昭和27年10月 - 昭和29年09月 |                       | 国際私法                       |
| 第30代 | 大隅健一郎 | 昭和29年10月 - 昭和31年09月 | 京都帝国大学          | 商法                           |
| 第31代 | 大石義雄   | 昭和31年10月 - 昭和33年12月 | 京都帝国大学          | 憲法                           |
| 第32代 | 於保不二雄 | 昭和34年01月 - 昭和35年12月 | 京都帝国大学          | 民法                           |
| 第33代 | 大森忠夫   | 昭和36年01月 - 昭和37年12月 | 京都帝国大学          | 保険法                         |
| 第34代 | 中田淳一   | 昭和38年01月 - 昭和39年12月 | 京都帝国大学          | 民事訴訟法                     |
| 第35代 | 田畑茂二郎 | 昭和40年01月 - 昭和41年12月 | 京都帝国大学          | 国際法                         |
| 第36代 | 長濱政壽   | 昭和42年01月 - 昭和43年12月 | 京都帝国大学          | 行政学                         |
| 第37代 | 加藤新平   | 昭和44年01月 - 昭和44年03月 | 京都帝国大学          | 法理学                         |
| 第38代 | 林良平     | 昭和44年03月 - 昭和45年10月 | 京都帝国大学          | 財産法・金融法                 |
| 第39代 | 平場安治   | 昭和45年10月 - 昭和47年10月 | 京都帝国大学          | 刑法                           |
| 第40代 | 杉村敏正   | 昭和47年10月 - 昭和49年10月 | 京都帝国大学          | 行政法                         |
| 第41代 | 上柳克郎   | 昭和49年10月 - 昭和51年10月 | 京都帝国大学          | 商法                           |
| 第42代 | 福島徳壽郎 | 昭和51年10月 - 昭和53年10月 | 京都帝国大学          | 行政学                         |
| 第43代 | 片岡曻     | 昭和53年10月 - 昭和55年10月 | 京都帝国大学          | 労働法                         |
| 第44代 | 道田信一郎 | 昭和55年10月 - 昭和57年10月 | 京都大学              | 国際取引法                     |
| 第45代 | 太寿堂鼎   | 昭和57年10月 - 昭和58年03月 | 京都大学              | 国際法                         |
| 第46代 | 奥田昌道   | 昭和58年04月 - 昭和60年03月 | 京都大学              | 民法                           |
| 第47代 | 龍田節     | 昭和60年04月 - 昭和62年03月 | 京都大学              | 会社法                         |
| 第48代 | 川又良也   | 昭和62年04月 - 平成元年03月 | 京都大学              | 商法                           |
| 第49代 | 北川善太郎 | 平成元年04月 - 平成03年03月 | 京都大学              | 民法                           |
| 第50代 | 佐藤幸治   | 平成03年04月 - 平成05年03月 | 京都大学              | 憲法                           |
| 第51代 | 鈴木茂嗣   | 平成05年04月 - 平成07年03月 | 京都大学              | 刑事訴訟法                     |
| 第52代 | 村松岐夫   | 平成07年04月 - 平成09年03月 | 京都大学              | 行政学                         |
| 第53代 | 田中成明   | 平成09年04月 - 平成11年03月 | 京都大学              | 法理学                         |
| 第54代 | 中森喜彦   | 平成11年04月 - 平成13年03月 | 京都大学              | 刑法                           |
| 第55代 | 木村雅昭   | 平成13年04月 - 平成15年03月 | 京都大学              | 比較政治学                     |
| 第56代 | 吉岡一男   | 平成15年04月 - 平成17年03月 | 京都大学              | 刑事学・犯罪学                 |
| 第57代 | 森本滋     | 平成17年04月 - 平成19年03月 | 京都大学              | 商法                           |
| 第58代 | 初宿正典   | 平成19年04月 - 平成21年03月 | 京都大学              | 憲法                           |
| 第59代 | 林信夫     | 平成21年04月 - 平成23年03月 | 東北大学              | ローマ法                       |
| 第60代 | 村中孝史   | 平成23年04月 - 平成25年03月 | 京都大学              | 労働法                         |
| 第61代 | 山本克己   | 平成25年04月 - 平成27年03月 | 京都大学              | 民事訴訟法                     |
| 第62代 | 潮見佳男   | 平成27年04月 - 平成29年03月 | 京都大学              | 民法                           |
| 第63代 | 洲崎博史   | 平成29年04月 - 平成31年03月 | 京都大学              | 商法                           |
| 第64代 | 山本敬三   | 平成31年04月 - 令和03年03月 | 京都大学              | 民法                           |
| 第65代 | 塩見淳     | 令和03年04月 - 令和05年03月 | 京都大学              | 刑法                           |
| 第66代 | 唐渡晃弘   | 令和05年04月 - 現職         | 京都大学              | 政治史                         |

## 同窓会
京都大学法学部の同窓会として「有信会」がある。